# Гуржий, Максим Максимович
Максим Максимович Гуржий — советский хозяйственный и государственный деятель, лауреат Государственной премии СССР за выдающиеся достижения в труде.

## Биография
Родился в 1934 году на территории современной Полтавской области Украинской ССР в крестьянской семье. Член КПСС.
В 1958—1989 — командир самолёта Ан-2 90-го авиаотряда Украинского территориального управления Гражданского Воздушного Флота СССР
За повышение эффективности использования ж/д, авиационного, водного транспорта и рыболовных судов был в составе коллектива удостоен Государственной премии СССР за выдающиеся достижения в труде 1979 года.
Делегат XXV съезда КПСС.
Жил в Одессе.

## Награды
- Орден Ленина (1971)
- Орден Октябрьской Революции (1976)
- Золотая медаль ВДНХ
- Серебряная медаль ВДНХ
- Бронзовая медаль ВДНХ (четырежды, в том числе 1962)